# Лучницы
«Лу́чницы» — трагедия древнегреческого драматурга Эсхила (первая половина V века до н. э.) на тему мифа об Актеоне и Артемиде, не относящаяся ни к одному из известных исследователям циклов. Её текст почти полностью утрачен.

## Сюжет и судьба пьесы
Сюжетной основой трагедии стал миф об Актеоне из беотийского мифологического цикла. Этот юноша, принадлежавший к фиванскому царскому дому, прогневил богов. Согласно двум версиям, наиболее популярным во времена Эсхила, в V веке до н. э., Актеон либо объявил, что он — лучший охотник, чем Артемида, либо попытался соблазнить возлюбленную Зевса Семелу. Поэтому он был превращён в оленя и разорван собственными собаками. Хор в трагедии составляли нимфы, спутницы Артемиды.
Эсхил объединял все свои пьесы в циклы (как правило, по четыре). «Лучницы» — одно из тех его произведений, которые не принадлежат ни к одному известному исследователям циклу. Все попытки антиковедов найти смысловые параллели в других эсхиловых пьесах терпят неудачу. Текст «Лучниц» утрачен почти полностью, за исключением нескольких небольших фрагментов. В частности, главный герой говорит: «Младые жены, мужа испытавшие, // Меня не минут взором пламенеющим: // Их нрав я знаю, словно конник конский нрав».